# Роуринг Спринг (Пенсилванија)
Роуринг Спринг (енгл. Roaring Spring) град је у америчкој савезној држави Пенсилванија.

## Демографија
По попису из 2010. године број становника је 2.585, што је 167 (6,9%) становника више него 2000. године.
| Група             | 2000.         | 2010.         |
| Белци             | 2.391 (98,9%) | 2.523 (97,6%) |
| Афроамериканци    | 4 (0,2%)      | 13 (0,5%)     |
| Азијати           | 9 (0,4%)      | 15 (0,6%)     |
| Хиспаноамериканци | 1 (0,0%)      | 15 (0,6%)     |
| Укупно            | 2.418         | 2.585         |